# Lommoye
Lommoye là một xã của Pháp, nằm ở tỉnh Yvelines trong vùng Île-de-France.
Dân địa phương trong tiếng Pháp gọi là Lommoyens.
Các xã giáp ranh gồm: Saint-Illiers-la-Ville về phía đông nam, Saint-Illiers-le-Bois về phía nam, Villiers-en-Désœuvre (Eure) về phía tây nam, Cravent về phía tây, Chaufour-lès-Bonnières về phía tây bắc và La Villeneuve-en-Chevrie về phía bắc.